# Itinéraire culturel du Conseil de l'Europe

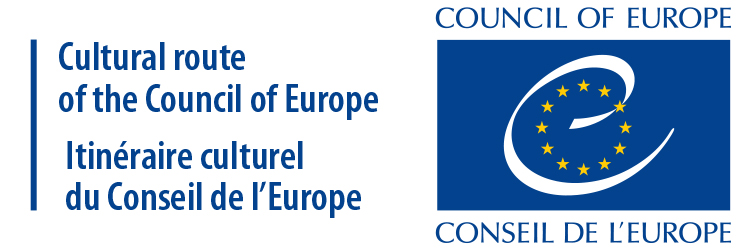
Logo de certification "Itinéraire culturel du Conseil de l'Europe

Un Itinéraire culturel du Conseil de l'Europe parfois appelé itinéraire culturel européen est un label attribué par le Conseil de l'Europe à des parcours ou ensembles culturels reconnus comme importants au titre de leur contribution dans la valorisation de l'histoire, du patrimoine et de la mémoire commune au sein de l'Europe,  et de l'intégration européenne et s’inscrit dans le domaine du tourisme culturel. Les Itinéraires en question doivent aussi correspondre aux valeurs fondamentales défendues et promues par le Conseil de l’Europe telles que la démocratie, les droits de l’Homme, les échanges entre les cultures.
Un Itinéraire culturel du Conseil de l'Europe ne constitue pas nécessairement un chemin physique destiné à être arpenté, mais peut prendre la forme d’un réseau thématique incluant des acteurs de la culture, tels que des musées ou des collectivités territoriales, regroupés en sein d’une association. Une fois accordée, la certification ouvre la voie à une plus grande visibilité, à de nouveaux partenaires dans le domaine de la culture voire à des financements. A noter également que le programme dépend du Conseil de l’Europe et non de l'Union européenne, bien que celle-ci contribue au programme. Les Itinéraires culturels couvrent une étendue géographique qui dépasse donc les frontières de l'Union européenne et du Conseil de l'Europe en s'étendant parfois jusqu'en Afrique du Nord ou au Moyen-Orient.
Lancé en 1987, le programme est géré depuis 1998 par l'Institut européen des itinéraires culturels (IEIC) qui a son siège à Luxembourg. La certification de nouveaux Itinéraires culturels et l'évaluation de la conformité des Itinéraires culturels est assurée par l'Accord Partiel Elargi sur les Itinéraires Culturels (APE) créé en 2010.
Actuellement (début 2017) 32 itinéraires sont certifiés comme listés ci-dessous. D'autres itinéraires sont en projet et ne sont donc pas encore certifiés mais sont cependant signalés par l'Institut européen des Itinéraires Culturels, chargé d'instruire les demandes de labellisation.

## Historique
En 1960, un groupe de travail du Conseil de l'Europe met en évidence l'importance de « la prise de conscience collective des hauts lieux culturels de l'Europe et de leur incorporation dans la civilisation des loisirs ». Cette démarche doit contribuer au développement de la culture européenne.
C'est le 23 octobre 1987 que le premier Itinéraire culturel du Conseil de l'Europe, les Chemins de Saint-Jacques de Compostelle, voit le jour grâce à la déclaration de Saint-Jacques de Compostelle. Le Conseil de l'Europe développe à partir de ce moment une certification des itinéraires qui présentent un intérêt historique, social et culturel tout en facilitant le rapprochement des peuples et cultures d'Europe. Les critères de certification ont été actualisés le 17 mars 1998, le 10 octobre 2007, puis le 18 décembre 2013.
En 1998 est créé l'Institut Européen des Itinéraires Culturels (IEIC) des suites d'un accord politique entre le Conseil de l'Europe et le Gouvernement luxembourgeois. L'IEIC est dès lors chargé de la gestion du programme des Itinéraires culturels en assurant le lien entre les associations chargées de chaque Itinéraire, son réseau universitaire, le Conseil de l'Europe et, depuis 2010, les organes statutaires de l'APE. L'Institut organise ainsi plusieurs réunions annuelles entre les différents acteurs du programme, accompagne la certification les Itinéraires Culturels en projet, évalue tous les 3 ans les Itinéraires en cours et œuvre pour la promotion des Itinéraires culturels.
En décembre 2010, le Comité des Ministres du Conseil de l'Europe adopte une nouvelle résolution instituant l'Accord Partiel Élargi sur les Itinéraires Culturels (APE). Cet accord vise à faciliter l'organisation et le financement du programme. Il a son siège à l'IEIC et réunit périodiquement les États européens les plus intéressés par le programme qui ont la charge de certifier les nouveaux Itinéraires culturels et d'évaluer si les Itinéraires existants correspondent toujours aux critères de certification.

## Liste des Itinéraires culturels certifiés
| Itinéraire                                                  | Date de certification | Pays traversés par l'Itinéraire |
| ----------------------------------------------------------- | --------------------- | --- |
| Chemins de Saint-Jacques-de-Compostelle                     | 1987                  | Allemagne, Belgique, Espagne, France, Italie, Luxembourg, Portugal, Suisse |
| La Hanse                                                    | 1991                  | Allemagne, Belgique, Estonie, Russie, Finlande, Lettonie, Lituanie, Norvège, Pays-Bas, Pologne, Royaume-Uni, Suède |
| Routes des Vikings                                          | 1993                  | Allemagne, Bélarus, Belgique, Danemark, Espagne, Estonie, fédération de Russie, Finlande, France, Grèce, Irlande, Islande, Lettonie, Lituanie, Norvège, Pays-Bas, Pologne, Portugal, Royaume-Uni, Suède, Turquie, Ukraine |
| Via Francigena                                              | 1994                  | France, Italie, Royaume-Uni, Suisse |
| Les itinéraires d’El legado andalusí                        | 1994                  | Égypte, Espagne, Italie, Jordanie, Liban, Maroc, Portugal, Tunisie |
| Les voies européennes de Mozart                             | 2002                  | Allemagne, Autriche, Belgique, France, Italie, Pays-Bas, République tchèque, Royaume-Uni, Slovaquie, Suisse |
| La route des Phéniciens                                     | 2003                  | Algérie, Chypre, Croatie, Égypte, Espagne, France, Grèce, Italie, Liban, Libye, Malte, Maroc, Portugal, Royaume-Uni, Syrie, Territoires palestiniens, Tunisie, Turquie |
| Route du fer dans les Pyrénées                              | 2004                  | Andorre, Espagne, France |
| Itinéraire européen du patrimoine juif                      | 2004                  | Belgique, Bosnie-Herzégovine, Croatie, Danemark, Espagne, France, Grèce, Hongrie, Italie, Lituanie, Norvège, Pays-Bas, Pologne, République tchèque, Roumanie, Royaume-Uni, Serbie, Slovaquie, Slovénie, Suède, Suisse, Ukraine |
| Itinéraire Saint-Martin-de-Tours                            | 2005                  | Andorre, Autriche, Belgique, Bosnie-Herzégovine, Bulgarie, Chypre, Croatie, Danemark, Espagne, Estonie, Finlande, France, Grèce, Hongrie, Irlande, Islande, Italie, Lettonie, Macédoine, Liechtenstein, Lituanie, Luxembourg, Malte, Moldavie, Monaco, Monténégro, Norvège, Pays-Bas, Pologne, Portugal, République tchèque, Roumanie, Royaume-Uni, Serbie, Slovaquie, Slovénie, Suède, Suisse, Ukraine |
| Les sites clunisiens en Europe                              | 2005                  | Allemagne, Espagne, France, Hongrie, Italie, Israël, Pologne, Portugal, Royaume-Uni, Suisse |
| Les Routes de l'olivier                                     | 2005                  | Albanie, Algérie, Bosnie-Herzégovine, Chypre, Croatie, Égypte, Espagne, France, Grèce, Italie, Jordanie, Liban, Libye, Malte, Maroc, Portugal, Serbie, Slovénie, Syrie, Tunisie, Turquie |
| La Via Regia                                                | 2005                  | Allemagne, Belgique, Belarus, Espagne, France, Lituanie, Pologne, Ukraine |
| Transromanica, itinéraires romans du patrimoine européen    | 2007                  | Allemagne, Autriche, Espagne, France, Italie, Portugal, Roumanie, Serbie |
| Iter Vitis, les chemins de la Vigne                         | 2009                  | Allemagne, Arménie, Autriche, Azerbaïdjan, Croatie, Espagne, France, Géorgie, Grèce, Hongrie, Italie, "L'ex-république yougoslave de Macédoine", Malte, Moldavie, Portugal, Roumanie, Slovénie |
| La route européenne des abbayes cisterciennes               | 2010                  | Allemagne, Belgique, Danemark, Espagne, France, Italie, Pologne, Portugal, République tchèque, Suède, Suisse |
| La Route européenne des cimetières                          | 2010                  | Autriche, Allemagne, Bosnie-Herzégovine, Croatie, Danemark, Espagne, Estonie, France, Grèce, Italie, Norvège, Pologne, Portugal, Royaume-Uni, Russie, Serbie, Slovénie, Suède |
| Chemins de l'art rupestre préhistorique                     | 2010                  | Espagne, France, Irlande, Italie, Norvège, Portugal |
| Itinéraire européen des villes thermales historiques        | 2010                  | Allemagne, Belgique, Croatie, France, Espagne, Hongrie, Italie, République tchèque, Roumanie, Royaume-Uni |
| L'Itinéraire des Chemins de saint Olav                      | 2010                  | Danemark, Norvège, Suède |
| Le Réseau Européen des Sites casadéens                      | 2012                  | Belgique, Espagne, France, Italie, Suisse |
| La Route européenne de la céramique                         | 2012                  | Allemagne, Espagne, France, Italie, Pays-Bas, Portugal, Royaume-Uni, Turquie |
| La route européenne de la Culture mégalithique              | 2013                  | Allemagne, Danemark, Espagne, Pays-Bas, Portugal, Royaume-Uni, Suède |
| Sur les pas des Huguenots et des Vaudois                    | 2013                  | Allemagne, Italie, France, Suisse |
| ATRIUM, Architecture des Régimes Totalitaires du 20e siècle | 2014                  | Bosnie-Herzégovine, Bulgarie, Croatie, Grèce, Hongrie, Roumanie |
| Le Réseau Art Nouveau Network                               | 2014                  | Autriche, Belgique, Espagne, Finlande, France, Italie, Lettonie, Norvège, Slovénie, Royaume-Uni |
| Via Habsburg                                                | 2014                  | Allemagne, Autriche, France, Suisse |
| L’itinéraire des empereurs romains et du vin du Danube      | 2014                  | Bulgarie, Croatie, Roumanie, Serbie |
| Sur les traces de Robert Louis Stevenson                    | 2015                  | Belgique, France, Royaume-Uni |
| Destination Napoleon                                        | 2015                  | Allemagne, Biélorussie, Belgique, Bosnie-Herzégovine, Croatie, Espagne, France, Grèce, Italie, Pologne, Portugal, Royaume-Uni, Russie, Tchéquie |
| Les itinéraires européens de l’empereur Charles V           | 2015                  | Algérie, Allemagne, Belgique, Espagne, Italie, Maroc, Pays-Bas, Portugal, Tunisie |
| Itinéraire des villes fortifiées de la Grande Région        | 2016                  | Allemagne, France, Luxembourg |
| Routes des Impressionnismes                                 | 2018                  | Allemagne, Espagne, France, Italie, Pays-Bas et Slovénie |
| Via Charlemagne                                             | 2018                  | Allemagne, Belgique, Espagne, France, Irlande, Italie, Luxembourg et Suisse |
| Destinations Le Corbusier : promenades architecturales      | 2019                  | Allemagne, Belgique, France et Suisse |
| Route de la Libération de l'Europe                          | 2019                  | Allemagne, Belgique, États-Unis d'Amérique, France, Luxembourg, Pays-Bas, République tchèque, Royaume-Uni |
| Route du Rideau de Fer                                      | 2019                  | Allemagne, Autriche, Belgique, Croatie, Grèce, Hongrie, Lituanie, République tchèque, Serbie, Slovaquie, Turquie |
| Chemins de la Réforme                                       | 2019                  | Allemagne, Autriche, Hongrie, Italie, Pologne, République tchèque, Slovénie, Suisse |